# Џејмс Бонд (лик)
Џејмс Бонд је измишљени лик романописца Ијана Флеминга настао 1952. године. Он је главни лик у филмовима, серијама, стриповима и видео-играма. Глумили су га Шон Конери, Џорџ Лејзенби, Роџер Мур, Тимоти Далтон, Пирс Броснан, и Данијел Крејг.